# San Antonio Museum of Art
Il San Antonio Museum of Art, anche conosciuto con l'acronimo SAMA, è un museo d'arte statunitense. Venne aperto al pubblico nel marzo del 1981 grazie allo stanziamento di fondi da parte di alcuni enti locali come la città di San Antonio e di numerosi mecenati.
Al momento dell'inaugurazione, il museo conteneva numerose opere d'arte appartenenti alle civiltà precolombiane, al periodo del colonialismo spagnolo e all'arte latinoamericana in generale. Nel corso degli anni, la collezione del museo si è espansa notevolmente, grazie alle numerose donazioni di privati. Sono state così create le sezioni dedicate all'arte egizia, all'arte romana, all'arte greca e all'arte cinese. Il museo è oggi considerato uno fra i più importanti per quanto riguarda le arti orientali.